# Râul Cornea, Buda
Râul Cornea este un râu din România, afluent al râului Buda.